# Kauza agenta s ricinem
Kauza agenta s ricinem je česká politická kauza z roku 2020. 26. dubna tohoto roku časopis Respekt zveřejnil článek, v němž Ondřej Kundra tvrdí, že podle nejmenovaných zdrojů Respektu do Česka přicestoval muž s ruským diplomatickým pasem, který s sebou přivezl jed ricin. Bezpečnostní složky prý o příletu cestovatele věděly a muže vyhodnotily jako bezprostřední riziko pro dva české komunální politiky, Ondřeje Koláře a Zdeňka Hřiba. Nakonec se ukázalo, že české bezpečnostní složky reagovaly na „cíleně smyšlenou informaci“ vypuštěnou jedním z pracovníků ruského velvyslanectví v Praze. Česká vláda proto v reakci na tuto provokaci na začátku června 2020 vyhostila dva ruské diplomaty ze země.

## Detaily incidentu
Bezpečnostní informační služba (BIS) obdržela údajně ve formě dopisu od anonyma informaci, že do Česka měl 14. března přicestovat ruský agent, který údajně převážel v kufříku jed ricin. Tuto utajovanou informaci získal od jiného anonymního zdroje novinář Respektu Ondřej Kundra a následně ji 26. dubna zveřejnil. Ondřej Kundra v původním článku tvrdil, že BIS získala informaci o hrozbě pro české komunální politiky ještě před tím, než ruský agent přiletěl do Prahy.
Zdeněk Hřib a Ondřej Kolář dostali koncem dubna policejní ochranu, jež byla vztažena i na Pavla Novotného, který však v původním Kundrově článku jako cíl možného útoku zmíněn nebyl. Ondřej Kolář naopak koncem dubna tvrdil, že cílem údajného ruského atentátníka se měl stát i Novotný. Ochrana se tedy vztahovala na tři politiky:
- Ondřeje Koláře – starostu Prahy 6, jejíž zastupitelstvo nechalo 3. dubna odstranit pomník sovětského maršála Koněva, který velel části sovětských vojsk během Pražské ofenzívy v květnu 1945,
- Zdeňka Hřiba – pražského primátora, jehož magistrát schválil přejmenování náměstí Pod Kaštany (kde sídlí ruské velvyslanectví) na náměstí Borise Němcova po zavražděném ruském opozičním politikovi,
- Pavla Novotného – starostu pražské městské části Řeporyje, který inicioval vznik pomníku vlasovcům za podíl na osvobození Prahy během druhé světové války.[1][8] Starosta Novotný v rozhovoru prohlásil, že z ruského agenta nemá strach.[9]

Přestože se všichni jmenovaní politici ocitli pod policejní ochranou, mluvčí ruského prezidenta Putina Dmitrij Peskov vše označil za „novinářskou kachnu“ a ruský ministr zahraničí Sergej Lavrov zprávu odmítl jako „výmysl“, který je v rozporu se „zdravým rozumem“. Český prezident Miloš Zeman v předtočeném rozhovoru k příležitosti výročí Pražského povstání situaci bagatelizoval s tím, že ricin je neškodné projímadlo (tj. zřejmě si ho spletl s ricinovým olejem). Nezveřejněný zdroj Deníku N prý obeznámený s případem odmítl přítomnost ricinu s odůvodněním, že v takovém případě by byl muž zadržen.
Ruský diplomat, který do Česka přicestoval 14. března, údajně čelil výhrůžkám a ruské velvyslanectví požádalo českou stranu o jeho policejní ochranu. Diplomat se jmenuje Andrej Končakov a je ředitelem Ruského střediska vědy a kultury v Praze. Česká novinářka Petra Procházková o něm prohlásila, že v Praze působí od roku 2013, vždy vystupoval jako loajální státní úředník a hlasatel názorů Kremlu, nikdy se nestýkal s ruskou opozicí ani s českými kritiky Ruska, často pořádal kulturní akce a tiskové konference a znají ho všichni čeští novináři, kteří se zajímají o Rusko, což podle Procházkové „není zrovna nejlepší maskovací háv pro člověka, jenž by měl likvidovat ruskou opozici v zahraničí a trávit české politiky.“
Matouš Hrdina se v Deníku referendum už 30. dubna ohradil proti tomu, aby média byla „nástěnkou pro tajné služby“ a místo investigativní žurnalistiky šířila konspirační teorie. Celá věc tak kromě jiného vyvolává spoustu otázek o etice vztahů mezi novináři a bezpečnostními složkami. Ondřej Neumann 4. května na webu Hlídací pes vyjádřil názor, že čeští novináři se stali součástí vysoké zpravodajské hry.
BIS údajně podala trestní oznámení kvůli úniku informací. O utajované informaci kromě BIS a policejního prezidenta Jana Švejdara věděli pouze premiér Andrej Babiš, ministr vnitra Jan Hamáček a ministr zahraničí Tomáš Petříček. Ministr vnitra Hamáček prohlásil, že ten kdo informaci pustil do médií, by měl být exemplárně potrestán. Za trestný čin ohrožení utajované skutečnosti hrozí tři až osm let vězení. Podle serveru Lidovky.cz „Největší podezření podle dosavadních poznatků ulpívá na resortu zahraničí.“ Informace BIS přesvědčily členy bezpečnostního výboru Poslanecké sněmovny. Tvrzení založené na jednom anonymním zdroji, že se Rusko pokouší zavraždit tři komunální politiky v Česku, považují za nepravděpodobné například Andor Šándor (bývalý náčelník Vojenské zpravodajské služby), Karel Randák a František Bublan (bývalí ředitelé Úřadu pro zahraniční styky a informace) nebo Mark Galeotti, přední expert na Rusko z Royal United Services Institute.
V červnu rozhodlo Česko o vyhoštění dvou ruských diplomatů. Jde o šéfa ruského kulturního centra Andreje Končakova a jeho podřízeného Igora Rybakova. Oba muži podle informací českých úřadů pracovali pro ruské tajné služby. „Z informací a důkazů, které jsem obdržel od BIS, vyplývá, že celá kauza vznikla v důsledku vnitřního boje mezi pracovníky zastupitelského úřadu Ruské federace v Praze, kdy jeden z nich zaslal Bezpečnostní informační službě cíleně smyšlenou informaci o plánovaném útoku proti českým politikům,“ oznámil premiér Andrej Babiš a dodal, že ke kroku přistoupil kvůli tzv. ricinové kauze. Premiér Bezpečnostní informační službě poděkoval za odvedenou práci. Ministr zahraničí Tomáš Petříček řekl: „Měli jsme snahu vyřešit tuto nepříjemnou situaci diplomatickou cestou. Přístup Ruské federace nám nedává jinou možnost, a to i s očekáváním recipročních kroků. K tomuto kroku přistupujeme jen velmi zřídka a po důkladné úvaze.“ Premiér situaci řešil s ministrem vnitra Janem Hamáčkem (ČSSD), Tomášem Petříčkem a  se všemi třemi českými zpravodajskými službami. „Jedná se o vykonstruovanou provokaci. Tento nepřátelský krok, jenž od počátku byl založen na nepodloženém obviňování v médiích, svědčí o nezájmu Prahy normalizovat rusko-české vztahy, které poslední dobou degradovaly, a to ne naší vinou. Jsme hluboce rozčarováni z takového přístupu českých partnerů, jenž nechává čím dál menší prostor pro konstruktivní dialog,“ uvedla ruská ambasáda.
Rusko reagovalo vyhoštěním dvou zaměstnanců české ambasády v Moskvě.
Miroslav Kalousek v této souvislosti v rozhovoru pro Forum 24 o Ondřeji Kundrovi prohlásil, že si váží jeho hodnotového ukotvení a upřímné snahy sloužit demokracii. Ale současně si myslí, že jeho osobnostní a intelektuální vybavení z něj dělá ideální hlásnou troubu dezinformací.